# ذخیره‌گاه طبیعی استرو پادره راموس
ذخیره‌گاه طبیعی استرو پادره راموس (انگلیسی: Estero Padre Ramos Natural Reserve) در شمال‌غربی ساحل اقیانوس آرام نیکاراگوئه قرار گرفته‌است. این منطقه با پای‌رودهای کرنایی بزرگ تشکیل شده که با چندین اجتماع ساحلی کوچک محصور شده‌اند. این منطقه، محل زندگی طبیعی گونه‌های مهاجر و بومی پرنده، ماهی، لاک‌پشت‌های دریایی، سخت‌پوستان و دیگر حیوانات است.